# Gare de Salindres
La gare de Salindres est une gare ferroviaire française de la ligne du Teil à Alès, située sur le territoire de la commune de Salindres, dans le département du Gard, en région Occitanie.
Elle est mise en service en 1857 par la Compagnie des chemins de fer de Paris à Lyon et à la Méditerranée (PLM). 
C'est une halte voyageurs de la Société nationale des chemins de fer français (SNCF), qui était desservie par des trains TER Languedoc-Roussillon avant la suspension du service en 2012.

## Situation ferroviaire
Établie à 188 m d'altitude, la gare de Salindres est située au point kilométrique (PK) 756,454 de la ligne du Teil à Alès entre les gares de Saint-Julien-les-Fumades et d'Alès. Cette ligne est déclassée entre Aubignas - Alba et Robiac. 

## Histoire

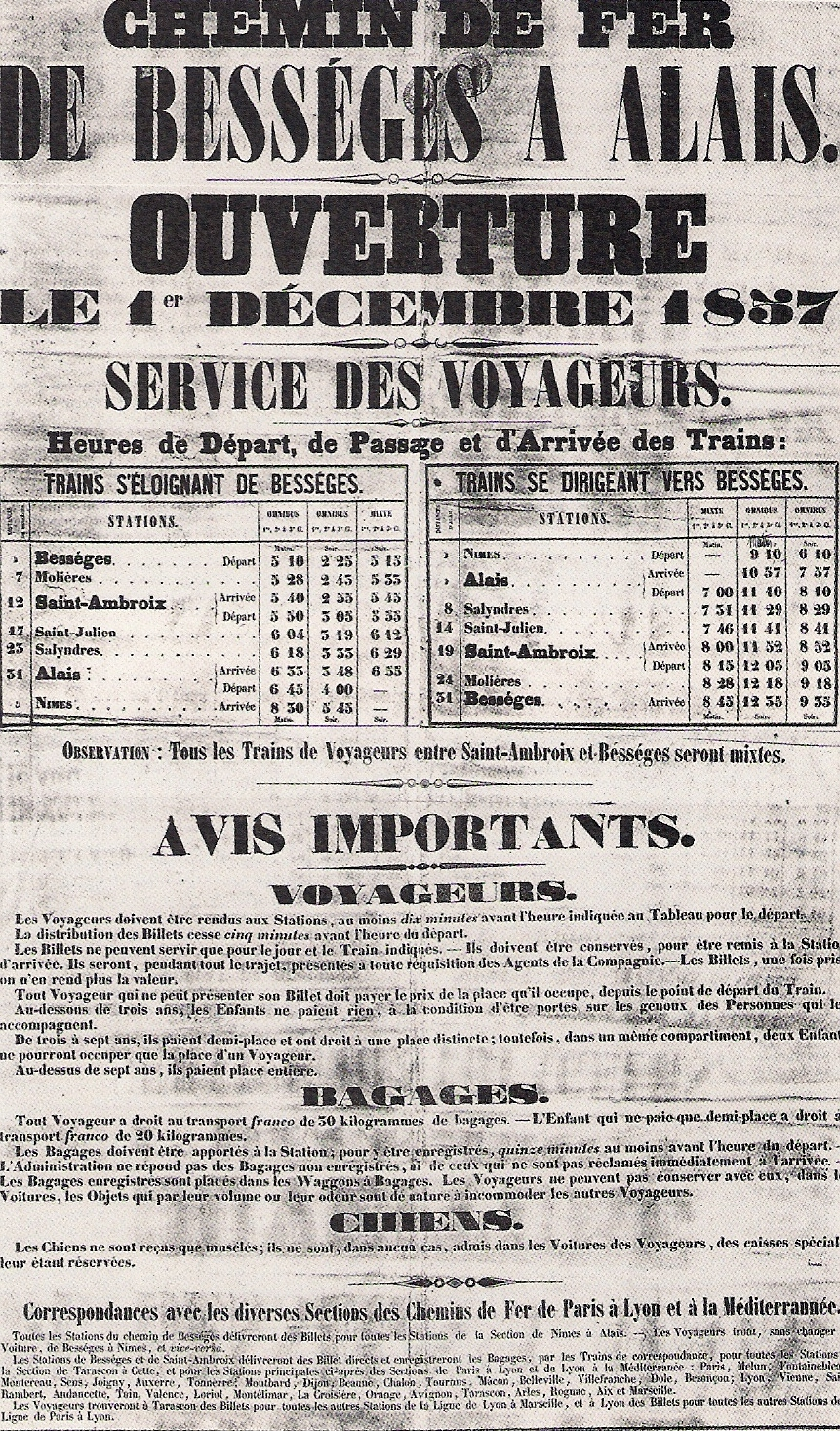
Affiche de 1857 pour l'ouverture de la ligne de Bessèges à Alais.

Le passage par Salindres du chemin de fer de Bessèges à Alais est concrétisé par le décret impérial du 7 juin 1854 qui accorde une concession à MM. De Veau de Robiac, Émile Silhol et Varin d'Ainvelle. Cet évènement  a pour immédiate conséquence, la réalisation du projet de M. Henri Merle, par arrêté préfectoral du 23 juin 1854, l'autorisant à construire une usine chimique sur un terrain acheté en 1851. 
La Compagnie des chemins de fer de Paris à Lyon et à la Méditerranée (PLM) met en service la ligne et la station de Salindres le 1er décembre 1857. Trois allers-retours par jour sont prévus.
En 1861, la station est desservie par quatre trains quotidiens, le village de Salindres compte 462 habitants.
La gare de Salindres figure dans la nomenclature 1911 des gares, stations et haltes, de la Compagnie des chemins de fer de Paris à Lyon et à la Méditerranée. Elle porte le no 17 de la ligne de Le Teil à Alais. Elle dispose du service complet de la grande vitesse (GV), « à l'exclusion des chevaux chargés dans des wagons-écuries s'ouvrant en bout et des voitures à 4 roues, à deux fonds et à deux banquettes dans l'intérieur, omnibus, diligences, etc. »  et du service complet de la petite vitesse (PV) avec la même limitation.
Dans les années 1970, le trafic marchandises est toujours important. Salindres se place au deuxième rang des gares de la région Languedoc-Roussillon.
L'ancien bâtiment voyageurs du PLM est détruit à la fin des années 1990.

## Service des voyageurs

### Accueil
Halte SNCF, c'est un point d'arrêt non géré (PANG) à entrée libre dont le service est suspendu.
Une passerelle métallique permet le passage au-dessus des voies et l'accès au site industriel.

### Desserte
Salindres était desservie par des trains TER Languedoc-Roussillon qui effectuaient des missions entre les gares d'Alès et de Bessèges avant la suspension du service en 2012.

### Intermodalité
Un parking pour les véhicules y est aménagé.

## Service des marchandises
Après la fermeture de la ligne Alès-Bessèges le 7 juillet 2012, le tronçon Alès-Salindres était toujours exploité, mais uniquement pour un train de fret qui passait une fois par mois pour desservir l'usine Solvay (produits chimiques). Cependant, la fermeture de l'usine a entraîné, le 9 janvier 2025, la fin de l'exploitation du tronçon Alès-Salindres.
À noter toutefois que la SNCF envisagerai de rouvrir la ligne pour 2028.